# Partido Popular de Armenia
El Partido Popular de Armenia (en Armenian: Հայաստանի Ժողովրդական Կուսակցություն, Hayastani Zhoghovrdakan Kusaktsutyun) es un partido político de izquierda con tendencia socialista en Armenia. 
En las últimas elecciones, 25 de mayo de 2003, el partido ganó 1.1% de votos populares y ningún asiento. Su candidato a la presidencia, Stepan Demirchyan, obtuvo el 27.4% del voto popular en la primera ronda. En las elecciones parlamentarias de Armenia de 2007  no ganó ningún escaño, con un voto popular de 1.68%.